# Сайкстон (Міссурі)
Сайкстон (англ. Sikeston) — місто (англ. city) в США, в округах Скотт і Нью-Мадрид штату Міссурі. Населення — 16 291 особа (2020).

## Географія
Сайкстон розташований за координатами 36°53′19″ пн. ш. 89°35′13″ зх. д. / 36.88861° пн. ш. 89.58694° зх. д. (36.888587, -89.586886). За даними Бюро перепису населення США в 2010 році місто мало площу 45,28 км², з яких 44,86 км² — суходіл та 0,42 км² — водойми.

## Демографія
Згідно з переписом 2010 року, у місті мешкало 16 318 осіб у 6749 домогосподарствах у складі 4326 родин. Густота населення становила 360 осіб/км². Було 7289 помешкань (161/км²).
Расовий склад населення:
| - 70,0 % — білих - 26,2 % — чорних або афроамериканців - 0,8 % — азіатів - 0,1 % — корінних американців |

До двох чи більше рас належало 2,0 %. Частка іспаномовних становила 2,3 % від усіх жителів.
За віковим діапазоном населення розподілялося таким чином: 25,1 % — особи молодші 18 років, 58,9 % — особи у віці 18—64 років, 16,0 % — особи у віці 65 років та старші. Медіана віку мешканця становила 38,5 року. На 100 осіб жіночої статі у місті припадало 84,6 чоловіків; на 100 жінок у віці від 18 років та старших — 79,8 чоловіків також старших 18 років.
Середній дохід на одне домашнє господарство становив 50 492 долари США (медіана — 36 789), а середній дохід на одну сім'ю — 60 816 доларів (медіана — 44 796). Медіана доходів становила 35 016 доларів для чоловіків та 25 214 долари для жінок. За межею бідності перебувало 21,3 % осіб, у тому числі 30,7 % дітей у віці до 18 років та 14,1 % осіб у віці 65 років та старших.
Цивільне працевлаштоване населення становило 6958 осіб. Основні галузі зайнятості: освіта, охорона здоров'я та соціальна допомога — 30,1 %, виробництво — 15,3 %, роздрібна торгівля — 12,1 %.

## Уродженці
- Майкл Паркес (* 1944) — американський живописець.